# Lentinus subdulcis
Lentinus subdulcis är en svampart som beskrevs av Berk. 1851. Lentinus subdulcis ingår i släktet Lentinus och familjen Polyporaceae.   Inga underarter finns listade i Catalogue of Life.